# Bohobé
 Bohobé è un comune del Ciad situato nel dipartimento di Lac Iro, provincia di Moyen-Chari.